# Переспа (Луцький район)
Пере́спа — село в Україні, у Луцькому районі Волинської області. Входить до складу Рожищенської міської громади. Населення становить 1099 осіб.

## Географія
Село розташоване на лівому березі річки Лютиця.

## Історія
У 1906 році село Рожиської волості Луцького повіту Волинської губернії. Відстань від повітового міста 25 верст, від волості 10. Дворів 66, мешканців 403.
24 червня 1941 році відбулися бойові дії між Радянськими та Німецькими силами за залізничну станцію на території населеного пункту[джерело?].
12 червня 2020 року, згідно з розпорядженням Кабінету Міністрів України  № 708-р, село увійшло до складу Рожищенської міської громади.
19 липня 2020 року, в результаті адміністративно-територіальної реформи та ліквідації Рожищенського району, село увійшло до складу новоутвореного Луцького району.

## Населення
Згідно з переписом УРСР 1989 року чисельність наявного населення села становила 1166 осіб, з яких 556 чоловіків та 610 жінок.
За переписом населення України 2001 року в селі мешкало 1085 осіб.

### Мова
Розподіл населення за рідною мовою за даними перепису 2001 року:
| Мова       | Відсоток |
| ---------- | -------- |
| українська | 98,82 %  |
| російська  | 1,09 %   |
| білоруська | 0,09 %   |

## Народилися в Переспі
- Зубчук Катерина Василівна — заслужена журналістка України.
- Давидюк Микола Іванович — український політолог.